# Liste des comtes de Gruyère

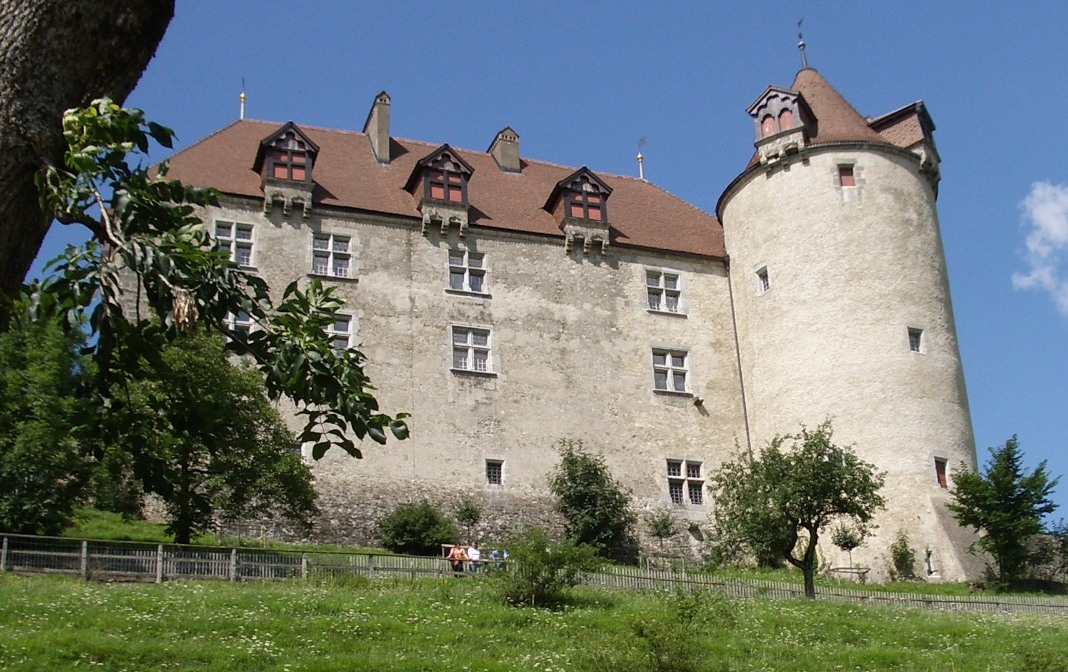
Le château de Gruyères.

Blason des comtes de Gruyère : de gueules à la grue d'argent.

Le titre de comte de Gruyère est un titre de noblesse attaché au territoire du comté de Gruyère, en Suisse actuelle, inféodé au royaume de Bourgogne, puis au comté de Savoie, au sein du Saint-Empire.
Le titre de comte est porté, depuis le milieu du XIIe siècle jusqu'au milieu du XVIe siècle, par dix-huit seigneurs, du comte Guillaume II au comte Michel, appartenant à la famille de Gruyère, auxquels s'ajoutent les comtes Wilerius et Guillaume Ier, pour lesquels aucune terre n'était associée.

## Comtes d'Ogo
Vers 900, Turimbert est mentionné comme comte, sans terre associée, mais possédant des droits dans le pagus Ausicensis (Ogo), sans que les historiens ne sachent précisément à quelle région il correspond. Sa succession n'est pas connue, même si certains auteurs ont voulu faire de lui un ancêtre de la famille de Gruyère.
Selon la notice du Dictionnaire historique de la Suisse, « Ogoz » correspondrait « au comté de Gruyère, comprenant notamment le Pays-d'Enhaut vaudois et bernois, jusqu'à Gessenay ».
Vers 1115, sont mentionnés deux comtes, sans terre associée, Wilerius (Wilaire) et Willelmus (Guillaume). Les chercheurs considèrent que ce sont des parents, Wilerius, le père, et Willelmus (Guillaume), le fils et qu'ils seraient les premiers membres connus de la famille de Gruyère,.

## Comtes de Gruyère
Le tableau présente deux listes de comtes de Gruyère, reposant sur le manuscrit dit Pancarte de Rougemont (1115). Cependant, la première repose sur les travaux de Jean-Joseph Hisely (1800-1866), auteur de Histoire du comté de Gruyère (3 vol., 1851-1857), qui a utilisé une copie de 1500 de ce manuscrit. La seconde, notamment publiée par Zwick (2012/2013), président de l'Institut fribourgeois d'héraldique et de généalogie, repose sur une analyse de la charte originale découverte en 1920 et ayant permis de corriger les premiers degrés, en raison d'erreurs de retranscription dans le document de 1500. Cette dernière est présentée sur un panneau au château de Gruyères.
| Hisely (1851-1857)                                                               | DHS (2009)/Zwick (2012, 2013),                                                                                              |
| -------------------------------------------------------------------------------- | --- |
| 1080 - 1115 : Guillaume Ier                                                      | 1073, 1085 : Wilerius |
| 1115 - 1136 : Raimond/Raymond mentionné sans preuves et comme fils du précédent. | 1115 : Guillaume Ier fils du précédent.                                                                                     |
| 1136 - 1157 : Guillaume II fils du précédent                                     | 1136 - 1144 : Guillaume II fils du précédent, qui le premier utilise comes de Grueria.                                      |
| 1157 - 1196 : Rodolphe Ier fils du précédent                                     | 1145 - 1196 : Rodolphe Ier fils du précédent, qui porte le titre comes de Ogo (Ogga).                                       |
| v. 1197 : Pierre er fils du précédent.                                           | 1197 - ap.1200 : Pierre Ier fils du précédent.                                                                              |
| 1196 - 1226 : Rodolphe II frère du précédent.                                    | 1200 - 1224 : Rodolphe II frère du précédent.                                                                               |
| 1226 - 1270 : Rodolphe III fils du précédent.                                    | 1226 - 1270 : Rodolphe III fils du précédent.                                                                               |
| 1270 - 1307 : Pierre II fils du précédent.                                       | 1270 - 1302/1307 : Pierre II fils du précédent, régence par Guillemette de Grandson, sa belle-fille, à partir de 1290/1291. |
| 1307 - 1342 : Pierre III petit-fils du précédent.                                | 1307 - 1342 : Pierre III petit-fils du précédent.                                                                           |
| 1342 - 1366 : Pierre IV neveu du précédent.                                      | 1342 - 1366 : Pierre IV & Jean Ier de Montsalvens frères et neveux du précédent.                                            |
| 1366 - 1403 : Rodolphe IV fils de Pierre IV.                                     | 1366 - 1404 : Rodolphe IV fils de Pierre IV.                                                                                |
| 1404 - 1433 : Antoine petit-fils du précédent.                                   | 1404 - 1434 : Antoine petit-fils du précédent.                                                                              |
| 1433 - 1475 : François Ier fils naturel du précédent.                            | 1434 - 1475 : François Ier fifils naturells du précédent.                                                                   |
| 1475 - 1492 : Louis fils du précédent.                                           | 1475 - 1492/93 : Louis fils du précédent.                                                                                   |
| 1492 - 1499 : François II second fils du précédent.                              | 1493 - 1498 : François II second fils du précédent.                                                                         |
| 1499 - 1500 : François III fils cadet de François. Ier.                          | 1499 - 1500 : François III fils cadet de François Ier.                                                                      |
| 1500 - 1514 : Jean Ier descendant du second fils d'Antoine.                      | 1500 - 1514 : Jean Ier descendant du second fils d'Antoine.                                                                 |
| 1514 - 1539 : Jean II fils du précédent.                                         | 1514 - 1539 : Jean II fils du précédent.                                                                                    |
| 1539 - 1554 : Michel fils du précédent.                                          | 1539 - 1554 : Michel fils du précédent. Pierre de Gruyère, son oncle, gère le comté durant son absence (1554-1555).         |

Le dernier comte, Michel, remet l'administration du comté à un conseil de vingt-quatre membres appelé Conseil d'État ou Conseil de Gruyère. L'endettement du comte Michel amène la Diète à prononcer sa faillite en 1554 et les villes de Fribourg et Berne se partagent ses biens l'année suivante.

#### Études récentes
- Bernard Andenmatten, « Les comtes de Gruyère », Patrimoine fribourgeois, no 16,‎ 2005, p. 6-15.
- Pierre Zwick, « Dossier : Les comtes de Gruyère. Les origines d’une longue dynastie. La grue, de l’ornithologie à l’héraldique. Des comtes et des contes », Passé simple, no 16,‎ mai 2017.

#### Études anciennes
- Albert-Marie Courtray, « L'Ogo physique et politique et l'origine des comtes de Gruyère [suite] », Annales fribourgeoises, no 26,‎ 1938, p. 19-24 (lire en ligne).
- Albert-Marie Courtray, « L'Ogo physique et politique et l'origine des comtes de Gruyère [suite et fin] », Annales fribourgeoises, no 26,‎ 1938, p. 55-64 (lire en ligne).
- Marcelle Despond, Les comtes de Gruyère et les guerres de Bourgogne, Fragnière Frères, 1925, 109 p..
- Jean-Joseph Hisely (publiés par la Société d'histoire de la Suisse romande), Histoire du comté de Gruyère, précédée d'une introduction et suivie d'un cartulaire, vol. 3, G. Bridel, coll. « Mémoires et documents », 1851-1857 (réimpr. 1994) :
- Ernst Diener, Manuel généalogique pour servir à l'histoire de la Suisse, vol. 2, Zurich, Societe suisse d'heraldique / Imprimerie Schulthess, 1900-1902.